# 西原バイパス (沖縄県)
西原バイパス（にしはらバイパス）は沖縄県宜野湾市我如古の我如古交差点から浦添市西原と宜野湾市嘉数の市境にまたがる広栄交差点までの国道330号のバイパス道路。広栄交差点から先はバイパスとなっており、この西原バイパスもその「バイパス」に含まれることがある。なお、路線バスの線名に「バイパス」の名を含む路線がいくつかあるが、広栄交差点以南のバイパス区間を通過することから名付けられたものであり、それらのバスのどれもこの西原バイパスは通過しない（国道330号旧道区間のほうを通過する）。バス路線は沖縄自動車道に乗り入れるやんばる急行バスが西原IC以南西原バイパスを通過するが、西原バイパス内に停留所はない。
真栄原交差点の渋滞緩和のため、那覇市から沖縄市方面へ向かう場合に広栄交差点・真栄原交差点・我如古交差点の3回も右左折しなければならないため（西原バイパス開通前はこの区間が国道330号に指定されていた）、また沖縄自動車道の石川IC - 那覇IC間の建設が決まり、ICがこの地域に必要であるためなどの理由により、この西原バイパスは建設された。
1987年10月に沖縄自動車道西原IC開通にあわせて2車線で暫定開通。その後1990年春に4車線道路として正式開通し、同時にバイパスとを結ぶ立体高架橋が開通した。なお、開通後に国道330号の本線はこの西原バイパスへと移り、それまでの旧道は県道に降格、我如古交差点 - 真栄原交差点間は沖縄県道34号宜野湾西原線、真栄原交差点 - 広栄交差点間は沖縄県道241号宜野湾南風原線となった。
本区間内には沖縄自動車道西原ICがあるほか、西原トンネルがある。西原トンネルの“西原”とは浦添市西原と中頭郡西原町が接しているからと2つの意味がある（西原バイパスは西原町に接しているが同町内には通っていない、通っているのは浦添市と宜野湾市のみ）。